# 高橋洋児
高橋 洋児（たかはし ようじ、1943年（昭和18年）2月12日 - ）は、日本の経済学者。静岡大学名誉教授。マルクス物象化論を下敷きにして現代社会の経済理論を構想している。

## 来歴
京都府出身。1967年、京都大学経済学部を卒業。1974年、東京大学大学院経済学研究科博士課程修了。経済学博士。

## 著書
- 『物神性の解読--資本主義にとって人間とは何か』1981年
- 『経済認識論序説』1984年
- 『現代資本主義のトポロジー』1988年
- 『浮遊する群衆--管理社会から「動員」社会へ』1991年
- 『市場社会論の構想--思想・理論・実態』（編著）1995年
- 『市場システムを超えて--現代日本人のための「世直し原論」』1996年
- 『2001年の事始め--経済成長主義の臨界点』（共著）1999年
- 『現代社会論の基本視座--疎外論パラダイムを脱却して』2003年
- 『経済思想6社会主義と経済学』（共著）2005年

## 翻訳
- ジェルジ・マールクシュ『マルクス主義と人間学』（共訳）
- ヘーゲル『近代自然法批判』（共訳）